# Danique Kerkdijk
Danique Kerkdijk (* 1. Mai 1996 in Olst) ist eine niederländische ehemalige Fußballspielerin, die zumeist in der Abwehr eingesetzt wird. Sie spielte 2015 erstmals für die Frauen-Nationalmannschaft und von 2019 bis 2022 für Brighton & Hove Albion. Zuvor spielte sie beim FC Twente und Bristol City, zuletzt wieder für Twente.

## Vereinskarriere
Danique Kerkdijk spielte von 2013 bis 2015 für den FC Twente in der gemeinsamen belgisch-niederländischen BeNe League, wo sie 2013/14 den Titel gewann, und von 2015 bis 2017 in der Eredivisie, mit dem Titelgewinn in der Saison 2015/16. Zudem gewann sie in der Saison 2014/15 den niederländischen Pokal der Frauen. Mit Twente nahm sie viermal an der UEFA Women’s Champions League teil und erzielte dabei zwei Tore in den Qualifikationsturnieren. Das beste Ergebnis war das Erreichen des Achtelfinales 2015/16 und 2016/17, wo die Mannschaft jeweils gegen den FC Barcelona ausschied. Nach der Saison 2016/17 wechselte sie nach England und spielte bis 2019 für Bristol City in der FA Women’s Super League. Zur Saison 2019/20 wechselte sie zu Brighton & Hove Albion, das von der ehemaligen englischen Nationaltrainerin Hope Powell trainiert wird.
Nach fünf Spielzeiten in England kehrte sie zur Saison 2022/23 zurück nach Twente. In der Qualifikation zur Gruppenphase der UEFA Women’s Champions League 2022/23 scheiterte sie mit Twente im Finale der ersten Runde an Benfica Lissabon.
Am 15. April 2024 gab sie das Ende ihrer Karriere zum Saisonende bekannt.

## Nationalmannschaften
Mit der U-19-Mannschaft nahm sie an der U-19-Fußball-Europameisterschaft der Frauen 2014 teil, wo die Niederländerinnen erstmals den Titel gewannen. Sie nahm auch an der Qualifikation zur U-19-Fußball-Europameisterschaft der Frauen 2015 teil, verlor aber das entscheidende Spiel in der Eliterunde gegen Dänemark mit 0:1.
Ihr erstes Spiel für die A-Nationalmannschaft bestritt sie am 17. September 2015 gegen Belarus. Sie wurde beim Stand von 6:0 zur zweiten Halbzeit eingewechselt (Endstand 8:0). Fünf Wochen später wurde sie beim 2:1-Sieg gegen Frankreich ebenfalls zur zweiten Halbzeit eingewechselt. Am 25. Januar 2016 hatte sie beim 2:1-Sieg gegen Dänemark ihren ersten Startelfeinsatz, wurde aber zur zweiten Halbzeit ausgewechselt. Sie wurde dann auch für das Qualifikations-Turnier zu den Olympischen Spielen 2016 in ihrer Heimat nominiert und spielte im ersten Spiel gegen die Schweiz, das mit 4:3 gewonnen wurde, erstmals über 90 Minuten. Bei der folgenden 1:4-Niederlage gegen Norwegen wurde sie nach 70 Minuten ausgewechselt. Durch ein 1:1 gegen Schweden im letzten Spiel, bei dem sie zur zweiten Halbzeit eingewechselt wurde, verpassten die Niederländerinnen das Turnier in Brasilien. Sie kam dann nochmals im Juni 2016 zu einem 45-minütigen Einsatz gegen Südafrika, dann musste sie aber bis zum Februar 2018 auf ihren nächsten Einsatz warten. Beim gewonnenen Algarve-Cup 2018 hatte sie zwei Einsätze. Der nächste Einsatz kam dann aber erst wieder im Januar 2019, dem dann noch drei weitere folgten, bevor sie am 10. April für den vorläufigen WM-Kader nominiert wurde. Sie kam dann zwar noch im letzten Testspiel vor der WM gegen Australien zu einem sechsminütigen Kurzeinsatz, bei der WM, die ihre Mannschaft als Vizeweltmeister beendete, kam sie aber nicht zum Einsatz.
In der anschließenden Qualifikation zur EM 2022 hatte sie nur zwei Kurzeinsätze. Sie wurde dann noch für das Drei-Nationen-Turnier im Februar 2021 nominiert, aber nicht eingesetzt. Danach wurde sie nicht mehr berücksichtigt.

## Erfolge
- U-19-Europameisterin 2014
- Siegerin der BeNe League 2013/14
- Siegerin der Eredivisie 2015/16, 2023/24
- KNVB-Pokal-Siegerin 2015, 2023
- Super Cup-Gewinnerin: 2022/2023, 2023/2024
- 2018: Algarve-Cup-Sieg (zusammen mit Schweden[11])
- 2019: Zweite der Fußball-Weltmeisterschaft (ohne Einsatz)